# كروازيت (باد كاليه)
كروازيت، باد كاليه (بالفرنسية: Croisette, Pas-de-Calais)‏ هي بلدية تقع في إقليم باد كاليه من منطقة نور با دو كاليه في شمال فرنسا. تبلغ مساحة هذه المدينة 7.64 (كم²)، وترتفع عن سطح البحر 141 م، يبلغ عدد سكانها 308 نسمة حسب إحصاء المعهد الوطني للإحصاء والدراسات الاقتصادية سنة 2009 م. وترأس Claude Bâchelet البلدية خلال فترة (2008-2014).